# Juvi Cremona Basket 2020-2021
Questa voce raccoglie le informazioni riguardanti la Juvi Cremona nelle competizioni ufficiali della stagione 2020-2021.

## Stagione
La stagione 2020-2021 della Juvi Cremona, compete nella terza serie italiana, la Serie B.

## Regolamento
La formula di quest'anno non prevede le Final Four visto che le promozioni in Serie A2 passeranno da 3 a 4.
A causa delle difficoltà derivanti dalla pandemia di Covid-19, viene modificata la composizione dei
gironi e la formula:
- Gli iniziali gironi da 16 squadre vengono divisi a loro volta in due sotto gironi da 8 squadre.
- Partite di andata e ritorno per ogni sotto girone, per un totale di 14 partite.
- Una sola gara con ognuna delle squadre dell’altro sotto girone, per un totale di 8 partite (4 in casa e 4 fuori).
- Alla conclusione delle 22 gare, le 4 classifiche dei gironi: A, B, C, D, messe in ordine in base al quoziente di vittorie ottenute nella somma delle due fasi.

Per i play off la formula non cambia:
- Le prime otto di ogni girone vanno ai play off, incrociandosi A contro B e C contro D, formando 4 tabelloni per 4 promozioni.

Per le retrocessioni e play out:
- Le ultime di ogni girone retrocedono direttamente in Serie C regionale
- 12ª 13ª 14ª 15ª fanno i play out all’interno del girone per determinare una retrocessione per girone
- Il totale delle retrocessioni è di 4 dirette con in più 4 da playout

## Organigramma societario
Aggiornato al 3 maggio 2021.
- Presidente: Ettore Giovanni Ferraroni
- Vicepresidente: Mattia Barcella
- Direttore Sportivo: Andrea Zagni
- Dirigente Accompagnatore: Luca Soldi
- Segreteria e Ticketing: Giovanna Monica
- Marketing Comunicazione Social Stampa: Emanuele Porcacchia
- Resp. Settore Giovanile: Alberto Zagni
- Resp. Minibasket: Mariano Mariani

- Allenatore: Alessandro Crotti
- Assistente allenatore: Maximilian Moreno

## Roster
Aggiornato al 3 Maggio 2021.
| Ju.Vi. Cremona | Ju.Vi. Cremona |
| Giocatori      | Staff tecnico  |
| -------------- | -------------- |

| N. | Naz.                                    | Ruolo | Nome               | Anno | Alt.   | Peso   |  |
| -- | --------------------------------------- | ----- | ------------------ | ---- | ------ | ------ |  |
| 0  | Italia (bandiera)                       | AG    | Dario Masciarelli  | 1998 | 195 cm | 84 kg  |  |
| 1  | Italia (bandiera)                       | C     | Lorenzo Varaschin  | 1998 | 197 cm | 95 kg  |  |
| 3  | Italia (bandiera)                       | C     | Niccolò De Martin  | 2002 | 201 cm | 83 kg  |  |
| 5  | Macedonia del Nord (bandiera)           | G     | Marko Milovanovikj | 2002 | 196 cm | 96 kg  |  |
| 6  | Italia (bandiera)                       | G     | Marco Bona         | 1989 | 190 cm | 82 kg  |  |
| 8  | Italia (bandiera)                       | C     | Dimitri Klyuchnyk  | 1994 | 210 cm | 113 kg |  |
| 9  | Italia (bandiera)                       | AG    | Jacopo Mercante    | 1990 | 197 cm | 95 kg  |  |
| 11 | Italia (bandiera)                       | A     | Giacomo Bonavida   | 2001 | 193 cm | 86 kg  |  |
| 12 | Italia (bandiera)                       | P     | Elvis Vacchelli    | 1990 | 171 cm | 76 kg  |  |
| 13 | Italia (bandiera) · Lettonia (bandiera) | AC    | Gints Antrops      | 1982 | 202 cm | 100 kg |  |
| 15 | Italia (bandiera)                       | AG    | Niccolò Giulietti  | 2001 | 195 cm | 93 kg  |  |
| 17 | Italia (bandiera)                       | C     | Riccardo Bassi     | 2001 | 202 cm | 101 kg |  |
| 18 | Italia (bandiera)                       | P     | Gabriele Crescenzi | 1998 | 190 cm | 90 kg  |  |
| 15 | Estonia (bandiera)                      | AG    | Kirill Korsunov    | 2000 | 201 cm | 95 kg  |  |
| 15 | Italia (bandiera)                       | P     | Mohamed Toure      | 1992 | 188 cm | 90 kg  |  |
| 15 | Italia (bandiera)                       | P     | Davide Mombelli    | 2002 | 186 cm | 70 kg  |  |

| Allenatore                                                                      |
| - Alessandro Crotti                                                             |
| Assistente/i                                                                    |
| - Maximilian Moreno Legenda - (C) Capitano - (IN) Inattivo - Infortunato Roster |

## Risultati

### Serie B

#### Regular season

##### Girone di andata
| Cremona 28 novembre 2020, ore 18:30 CEST 1ª giornata                                                                                           | JuVi Cremona | 88 – 82 (25-25; 49-42; 64-66) referto | Pall. Fiorenzuola | PalaRadi |
| Bona 29 Korsunov 16 Varaschin 15 Punti 17 Fowler 15 Livelli , Ricci 12 Galli Bona 4 Assist 3 Galli Simone Lottici Allenatori Gianluigi Galetti |              |                                       |                   |          |
| |              |                                       |                   |          |
| Bona 29 Korsunov 16 Varaschin 15 | Punti        | 17 Fowler 15 Livelli, Ricci 12 Galli  |                   |          |
| Bona 4 | Assist       | 3 Galli                               |                   |          |
| Simone Lottici | Allenatori   | Gianluigi Galetti                     |                   |          |

| Pavia 6 dicembre 2020, ore 18:00 CEST 2ª giornata                                                                                            | Omnia Pavia | 57 – 74 (17-15; 28-39; 38-56) referto | JuVi Cremona | PalaRavizza |
| Donadoni 11 Fabi 10 Rossi 12 Punti 18 Bona 12 Antrops 11 Mercante Donadoni 4 Assist 4 Bona Massimiliano Baldiraghi Allenatori Simone Lottici |             |                                       |              |             |
| |             |                                       |              |             |
| Donadoni 11 Fabi 10 Rossi 12 | Punti       | 18 Bona 12 Antrops 11 Mercante        |              |             |
| Donadoni 4 | Assist      | 4 Bona                                |              |             |
| Massimiliano Baldiraghi | Allenatori  | Simone Lottici                        |              |             |

| Cremona 12 dicembre 2020, ore 18:30 CEST 3ª giornata | JuVi Cremona | 71 – 80 (13-29; 32-50; 56-75) referto       | Bakery Piacenza | PalaRadi |
| Antrops 14 Bona , Crescenzi 13 Masciarelli 12 Punti 18 Sacchettini 17 De zardo 11 Vico , Pedroni Vacchelli 7 Assist 2 Vico Simone Lottici Allenatori Federico Campanella |              |                                             |                 |          |
| |              |                                             |                 |          |
| Antrops 14 Bona, Crescenzi 13 Masciarelli 12 | Punti        | 18 Sacchettini 17 De zardo 11 Vico, Pedroni |                 |          |
| Vacchelli 7 | Assist       | 2 Vico                                      |                 |          |
| Simone Lottici | Allenatori   | Federico Campanella                         |                 |          |

| Cremona 19 dicembre 2020, ore 18:30 CEST 4ª giornata | JuVi Cremona | 54 – 71 (16-21; 30-30; 41-51) referto | Robur Varese | PalaRadi |
| Bona 9 Klyuchnyk , Varaschin , Korsunov , Mercante 8 Antrops 5 Punti 27 Calzavara 20 Ivanaj 9 Gergati Bona 7 Assist 4 Calzavara Simone Lottici Allenatori Guido Saibene |              |                                       |              |          |
| |              |                                       |              |          |
| Bona 9 Klyuchnyk, Varaschin, Korsunov, Mercante 8 Antrops 5 | Punti        | 27 Calzavara 20 Ivanaj 9 Gergati      |              |          |
| Bona 7 | Assist       | 4 Calzavara                           |              |          |
| Simone Lottici | Allenatori   | Guido Saibene                         |              |          |

| Olgiate 6 gennaio 2021, ore 18:00 CEST 5ª giornata | Nuova Pall. Olginate | 78 – 84 (18-25; 39-43; 62-59) referto                  | JuVi Cremona | PalaRavasio |
| Negri 22 Lenti 18 Giannini 15 Punti 19 Antrops , Bona 13 Masciarelli , Varaschin 9 Crescenzi Bloise 7 Assist 4 Bona Massimiliano Oldoini Allenatori Simone Lottici |                      |                                                        |              |             |
| |                      |                                                        |              |             |
| Negri 22 Lenti 18 Giannini 15 | Punti                | 19 Antrops, Bona 13 Masciarelli, Varaschin 9 Crescenzi |              |             |
| Bloise 7 | Assist               | 4 Bona                                                 |              |             |
| Massimiliano Oldoini | Allenatori           | Simone Lottici                                         |              |             |

## Classifica

### Girone B2
Aggiornata al 9 marzo 2021
|    | Classifica stagione regolare  | %V    | Pt | G  | V  | P  | PF   | PS   | Diff |
| -- | ----------------------------- | ----- | -- | -- | -- | -- | ---- | ---- | ---- |
| 1. | Bakery Piacenza               | 0.857 | 24 | 14 | 12 | 2  | 1100 | 955  | +145 |
| 2. | Elachem Vigevano 1955         | 0.714 | 20 | 14 | 10 | 4  | 1096 | 984  | +112 |
| 3. | Riso Scotti-Punto Edile Pavia | 0.571 | 16 | 14 | 8  | 6  | 988  | 978  | +10  |
| 4. | Ferraroni Juvi Cremona        | 0.500 | 14 | 14 | 7  | 7  | 1008 | 1008 | 0    |
| 5. | Missoltino.it Olginate        | 0.429 | 12 | 14 | 6  | 8  | 1021 | 1013 | +8   |
| 6. | Coelsanus Varese              | 0.357 | 10 | 14 | 5  | 9  | 858  | 941  | -83  |
| 7. | MG.Kvis Piadena               | 0.286 | 8  | 14 | 4  | 10 | 977  | 1107 | -130 |
| 8. | Pall. Fiorenzuola 1972        | 0.286 | 8  | 14 | 4  | 10 | 1089 | 1151 | -62  |

#### Risultati
|             | CRM   | FIO   | OLG   | PAV   | PIA   | PID   | VAR    | VIG   |
| ----------- | ----- | ----- | ----- | ----- | ----- | ----- | ------ | ----- |
| Cremona     | —     | 88–82 | 55–47 | 68–65 | 71–80 | 79–83 | 54–71  | 73–75 |
| Fiorenzuola | 84–91 | —     | 89–72 | 78–92 | 69–78 | 80–93 | 81–53  | 98–88 |
| Olginate    | 78–84 | 89–81 | —     | 69–74 | 75–77 | 91–73 | 69–60  | 70–78 |
| Pavia       | 57–74 | 82–72 | 76–55 | —     | 39–67 | 85–64 | 62–50  | 76–71 |
| Piacenza    | 70–62 | 85–68 | 69–64 | 79–86 | —     | 88–77 | 100–80 | 72–69 |
| Piadena     | 77–79 | 85–68 | 66–89 | 74–68 | 65–81 | —     | 52–66  | 44–83 |
| Varese      | 64–57 | 66–69 | 54–69 | 66–57 | 51–80 | 72–48 | —      | 59–76 |
| Vigevano    | 75–73 | 89–70 | 77–84 | 91–69 | 79–74 | 78–76 | 67–46  | —     |

### Classifica Girone B

#### Classifica
Aggiornata al 13 maggio 2021
|      | Pos. | Squadra                       | Pt | G  | V  | P  | PtF  | PtS  | Dif  |
| ---- | ---- | ----------------------------- | -- | -- | -- | -- | ---- | ---- | ---- |
|      | 1.   | Bakery Piacenza               | 38 | 22 | 19 | 3  | 1783 | 1547 | +236 |
|      | 2.   | Moncada Agrigento             | 36 | 22 | 18 | 4  | 1850 | 1610 | +240 |
|      | 3.   | Vaporart Bernareggio          | 32 | 22 | 16 | 6  | 1829 | 1652 | +177 |
|      | 4.   | Elachem Vigevano 1955         | 30 | 22 | 15 | 7  | 1760 | 1583 | +177 |
|      | 5.   | Ferraroni Juvi Cremona        | 28 | 22 | 14 | 8  | 1643 | 1557 | +86  |
|      | 6.   | Pallacanestro Crema           | 28 | 22 | 14 | 8  | 1677 | 1596 | +81  |
|      | 7.   | Riso Scotti-Punto Edile Pavia | 28 | 22 | 14 | 8  | 1603 | 1538 | +65  |
|      | 8.   | Pall. Fiorenzuola 1972        | 18 | 22 | 9  | 13 | 1724 | 1745 | -21  |
|      | 9.   | Missoltino.it Olginate        | 18 | 22 | 9  | 13 | 1626 | 1663 | -37  |
|      | 10.  | Bologna Basket 2016           | 18 | 22 | 9  | 13 | 1800 | 1841 | -41  |
|      | 11.  | Virtus Kleb Ragusa            | 18 | 22 | 9  | 13 | 1530 | 1614 | -84  |
|      | 12.  | LTC Sangiorgese               | 14 | 22 | 7  | 15 | 1587 | 1647 | -60  |
|      | 13.  | Fidelia Torrenova             | 14 | 22 | 7  | 15 | 1617 | 1757 | -140 |
|      | 14.  | Coelsanus Varese              | 14 | 22 | 7  | 15 | 1403 | 1566 | -163 |
|      | 15.  | MG.Kvis Piadena               | 12 | 22 | 6  | 16 | 1558 | 1777 | -219 |
| (-1) | 16.  | Green Basket Palermo          | 5  | 22 | 3  | 19 | 1550 | 1847 | -297 |

Legenda:

      Qualificate ai Play Off
      Ammesse ai Play Out
      Retrocesse in Serie C regionale
 Vincitrice della Coppa Italia 2021
 Vincitrice della Supercoppa LNP 2020

### Play-off

#### Tabellone B
|  | Quarti di finale      | Quarti di finale      | Quarti di finale      | Quarti di finale    | Quarti di finale | Quarti di finale | Quarti di finale |  |  | Semifinali            | Semifinali            | Semifinali            | Semifinali            | Semifinali            | Semifinali | Semifinali |    |    | Finale          | Finale          | Finale          | Finale | Finale | Finale | Finale |  |
|  |                       |                       |                       |                     |                  |                  |                  |  |  |                       |                       |                       |                       |                       |            |            |    |    |                 |                 |                 |        |        |        |        |  |
|  | Bakery Piacenza       | Bakery Piacenza       | Bakery Piacenza       | Bakery Piacenza     | 89               | 75               | 78               |  |  |                       |                       |                       |                       |                       |            |            |    |    |                 |                 |                 |        |        |        |        |  |
|  | Pino Drag. Firenze    | Pino Drag. Firenze    | Pino Drag. Firenze    | Pino Drag. Firenze  | 62               | 65               | 63               |  |  | Bakery Piacenza       | Bakery Piacenza       | Bakery Piacenza       | Bakery Piacenza       | 20                    | 20         | 20         |    |    |                 |                 |                 |        |        |        |        |  |
|  | Rinascita B. Rimini   | Rinascita B. Rimini   | Rinascita B. Rimini   | Rinascita B. Rimini | 55               | 88               | 67               |  |  | Rinascita B. Rimini   | Rinascita B. Rimini   | Rinascita B. Rimini   | Rinascita B. Rimini   | 0                     | 0          | 0          |    |    |                 |                 |                 |        |        |        |        |  |
|  | JuVi Cremona          | JuVi Cremona          | JuVi Cremona          | JuVi Cremona        | 52               | 62               | 58               |  |  |                       |                       |                       |                       |                       |            |            |    |    | Bakery Piacenza | Bakery Piacenza | Bakery Piacenza | 94     | 74     | 76     | 42     |  |
|  | Pall. Bernareggio     | Pall. Bernareggio     | 88                    | 79                  | 66               | 48               | 85               |  |  |                       |                       | Libertas Livorno 1947 | Libertas Livorno 1947 | Libertas Livorno 1947 | 65         | 76         | 63 | 65 |                 |                 |                 |        |        |        |        |  |
|  | Raggisolaris Faenza   | Raggisolaris Faenza   | 83                    | 74                  | 79               | 79               | 63               |  |  | Pall. Bernareggio     | Pall. Bernareggio     | 66                    | 81                    | 91                    | 82         | 54         |    |    |                 |                 |                 |        |        |        |        |  |
|  | Libertas Livorno 1947 | Libertas Livorno 1947 | Libertas Livorno 1947 | 75                  | 64               | 83               | 77               |  |  | Libertas Livorno 1947 | Libertas Livorno 1947 | 69                    | 77                    | 87                    | 87         | 66         |    |    |                 |                 |                 |        |        |        |        |  |
|  | Omnia Pavia           | Omnia Pavia           | Omnia Pavia           | 65                  | 55               | 93               | 72               |  |  |                       |                       |                       |                       |                       |            |            |    |    |                 |                 |                 |        |        |        |        |  |